# Thai Smile Airways
Thai Smile Airways (em tailandês:  ไทยสมายล์แอร์เวย์) é uma companhia aérea regional da Tailândia. Ela iniciou suas operações em 2012 e é uma subsidiária da Thai Airways.

## História
Em 20 de maio de 2011, o conselho da Thai Airways anunciou planos para criar uma nova companhia aérea de baixo custo, na época chamada de Thai Wings. A criação da companhia aérea foi anunciada por Ampon Kittiampon, presidente do conselho de diretores da Thai, em 19 de agosto de 2011.  O início das operações estava previsto para julho de 2012. De acordo com a Ampon, o THAI Smile tem como objetivo atender à lacuna de mercado entre ascompanhias aéreas de baixo custo e as companhias aéreas de serviço completo. O nome THAI Smile foi escolhido a partir de um pool de 2.229 inscrições em um concurso para nomear a companhia aérea.
De acordo com um funcionário da Thai Airways, a THAI Smile está planejada para começar a mostrar um lucro anual de cerca de cinco milhões de baht dentro de dois anos após o início das operações.

## Frota
Em maio de 2020, a frota da THAI Smile Airways consistia nas seguintes aeronaves:
| Aeronaves       | Em Serviço | Ordens | Notas |
| --------------- | ---------- | ------ | ----- |
| Airbus A320-200 | 20         | –      |       |